# Proleptacis
Proleptacis is een geslacht van vliesvleugelige insecten uit de familie Platygastridae.

## Soorten
- P. foersteri (Kieffer, 1914)
- P. myrtilli Debauche, 1947
- P. strangulicornis Maneval, 1936